# The Gypsy (film 1911)
The Gypsy è un cortometraggio muto del 1911 diretto da Harry Solter e prodotto dalla Lubin.

## Trama
Una giovane gitana sposa il proprietario del terreno sul quale si era accampata la sua tribù.

## Produzione
Il film fu prodotto dalla Lubin Manufacturing Company.

## Distribuzione
Distribuito dalla General Film Company, il film - un cortometraggio in una bobina - uscì nelle sale statunitensi il 3 agosto 1911.